# Auto1 Group
Die Auto1 Group SE (Eigenschreibweise: AUTO1|GROUP) ist ein 2012 gegründetes Unternehmen mit juristischem Sitz in München und Verwaltungssitz in Berlin. Nach eigenen Angaben ist es Europas größter Gebrauchtwagenhändler.
Das Unternehmen wurde von Christian Bertermann und Hakan Koç in Berlin gegründet; sie hielten 2018 gemeinsam etwa 30 Prozent der Anteile. Am 4. Februar 2021 erfolgte an der Börse Frankfurt der Börsengang des Unternehmens.

## Aktionäre
(Stand: 31. Dezember 2023)
- Christian Bertermann – ca. 12,6 %
- Hakan Koc – ca. 12,6 %
- Softbank – 18,2 %
- Streubesitz – Rest

## Geschichte
Im Juli 2012 gründeten Hakan Koç und Christian Bertermann das Unternehmen in Berlin. Die Idee, den Gebrauchtwagenhandel zu digitalisieren, entsprang einem Zufall. Bertermann half seiner Großmutter beim Verkauf zweier Autos, eines  Mercedes-Benz 190 D und eines Golf IV, und erhielt viele unseriöse und inakzeptable Angebote. Diese fehlende Professionalität in der Branche war der Antrieb für die Gründung der Auto1 Group. Bertermann hatte zuvor bei Groupon gearbeitet, Koç bei Rocket Internet.
Im Februar 2021 fand der Börsengang der Auto1 Group SE statt, die zu diesem Zeitpunkt mit bis zu 8 Milliarden Euro bewertet wurde. Die Emission umfasste dabei insgesamt 48,23 Millionen Aktien, wovon 31,25 Millionen aus einer Kapitalerhöhung stammten und die restlichen 15,63 Millionen von den Alteigentümern. Der Erlös (geplant: 1,8 Mrd. Euro) soll größtenteils in die Online-Gebrauchtwagenplattform Autohero (750 Mio. Euro), sowie zur Rückzahlung einer bestehenden Wandelanleihe genutzt werden. Seit Juni 2021 ist das Unternehmen mit Unterbrechungen im Börsenindex MDAX gelistet.
Auto1 wurde früher vom japanischen Mischkonzern SoftBank unterstützt und erhielt zuvor Finanzmittel von der Risikokapitalgesellschaft Target Global.

## Unternehmensstruktur

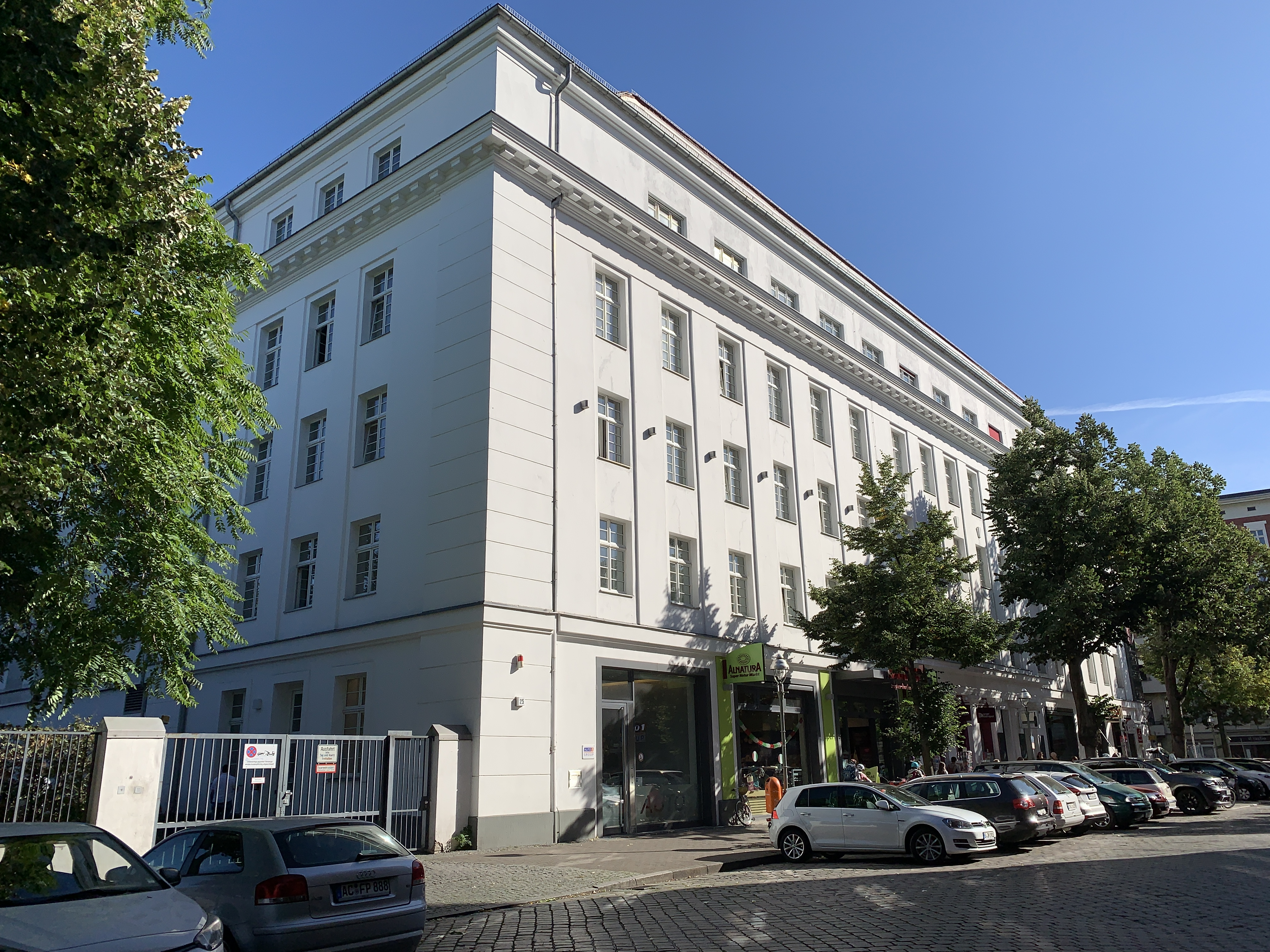
Sitz der Auto1 Group in der Bergmannstraße in Berlin-Kreuzberg

Auto1 beschäftigt in 30 Ländern über 4700 Mitarbeiter und erwirtschaftete im Geschäftsjahr 2021 einen Umsatz von 4,8 Milliarden Euro. Das Unternehmen handelt täglich mit über 3000 Fahrzeugen. In Deutschland ist vor allem die Ankaufsplattform wirkaufendeinauto.de bekannt.

## Plattformen
Die Auto1 Group bietet derzeit (Stand September 2024) drei Plattformen, die Kauf, Verkauf und Finanzierung von Fahrzeugen zum Gegenstand haben (wirkaufendeinauto.de, auto1.com und autohero.com). Darüber hinaus wurde im Jahr 2018 gemeinsam mit der Allianz und der Deutschen Bank das Joint Venture Auto1 FinTech gegründet.

### wirkaufendeinauto.de
wirkaufendeinauto.de hat über 125 Standorte in Deutschland, in denen Autos geprüft und angekauft werden. Dazu kommen u. a. Standorte in Österreich, Belgien, Frankreich, Italien, Spanien, Schweden, den Niederlanden und Portugal. Über die Website gibt der potenzielle Verkäufer seine Fahrzeugdaten ein und bucht einen Termin. Nach der Prüfung erhält der Kunde ein Ankaufsangebot. In den Werbespots ist Ralf Schumacher zu sehen.

### auto1.com
auto1.com ist ein Online-B2B-Marktplatz für den An- und Verkauf von Gebrauchtwagen. Ihn nutzen nach eigenen Angaben mehr als 60.000 Händler aus über 30 Ländern (Stand: 2020).

### autohero.com
autohero.com wurde im Jahr 2016 gegründet und ist ein Online-Autohaus.

## Kritik
Die Süddeutsche Zeitung veröffentlichte im Juli 2021 eine Recherche, nach der die beiden größten deutschen Finanzkonzerne, Deutsche Bank und Allianz, geforderte Misstrauensregeln klar außer Acht gelassen hätten, als sie sich 2018 mit undurchsichtigen Geschäftsmännern eingelassen hätten, um zusammen mit dem Start-up Auto 1 die Firma „Auto 1 Fintech“ an den Start zu bringen. Das Geld sei zu großen Teilen von zwei zwielichtigen Investoren aufgebracht worden, die auch an zwei Banken in Nordzypern beteiligt gewesen seien. Das Bankensystem in Nordzypern gelte als Drehscheibe für Geldwäsche, Terrorfinanzierung und illegales Glücksspiel. Das Land ist von der EU nicht anerkannt, normale internationale Bankgeschäfte sind dort kaum möglich.